# Fumio Kishida
Fumio Kishida (岸田 文雄 Kishida Fumio,  født 29. juli 1957) er en japansk politiker, som var Japans premierminister og formand for Japans Liberale Demokratiske Parti (LDP) i perioden 2021-2024. Han er medlem af underhuset i Japans parlament, og var Japans udenrigsminister fra 2012 til 2017 og fungerende forsvarsminister i 2017. 
Kishida vandt formandsvalget i LDP i 2021 med 60,2 % stemmerne i anden valgrunde mod Taro Kono, og efterfulgte den forrige partiformand Yoshihide Suga som Japans premierminister 4. oktober 2021.